# کلمنت فروید
کلمنت فروید (انگلیسی: Clement Freud; ۲۴ آوریل ۱۹۲۴ – ۱۵ آوریل ۲۰۰۹) سرآشپز، سیاستمدار، مجری رادیو، نویسنده کودکان، نویسنده، روزنامه‌نگار، و رستوران‌دار اهل بریتانیا بود.نوه زیگموند فروید، پسر ارنست ال. فروید، برادرزاده آنا فروید و برادر لوسیان فروید، در کودکی از آلمان به بریتانیا نقل مکان کرد و بعداً به عنوان یک سرآشپز برجسته و نویسنده غذا مشغول به کار شد تا اینکه در بین مردم بیشتر شناخته شود.
در سال ۲۰۱۶، هفت سال پس از مرگ او، سه زن ادعاهایی مبنی بر سوء استفاده جنسی از کودکان و تجاوز جنسی توسط فروید را مطرح کردند که منجر به تحقیقات پلیس شد